# Cyrtodactylus cavernicolus
Cyrtodactylus cavernicolus este o specie de șopârle din genul Cyrtodactylus, familia Gekkonidae, ordinul Squamata, descrisă de Robert F. Inger și King 1961. A fost clasificată de IUCN ca specie vulnerabilă. Conform Catalogue of Life specia Cyrtodactylus cavernicolus nu are subspecii cunoscute.